# Rhaphidophora decursiva
Rhaphidophora decursiva — вид квіткових рослин родини ароїдних. Він походить з Китаю, Індостану та Індокитаю.